# Stanisław Strójwąs (1870–1939)
Stanisław Strójwąs II (ur. 1870 w Ślepowronach, zm. w marcu 1939 w Warszawie) – polski przemysłowiec, wynalazca i konstruktor.

## Życiorys

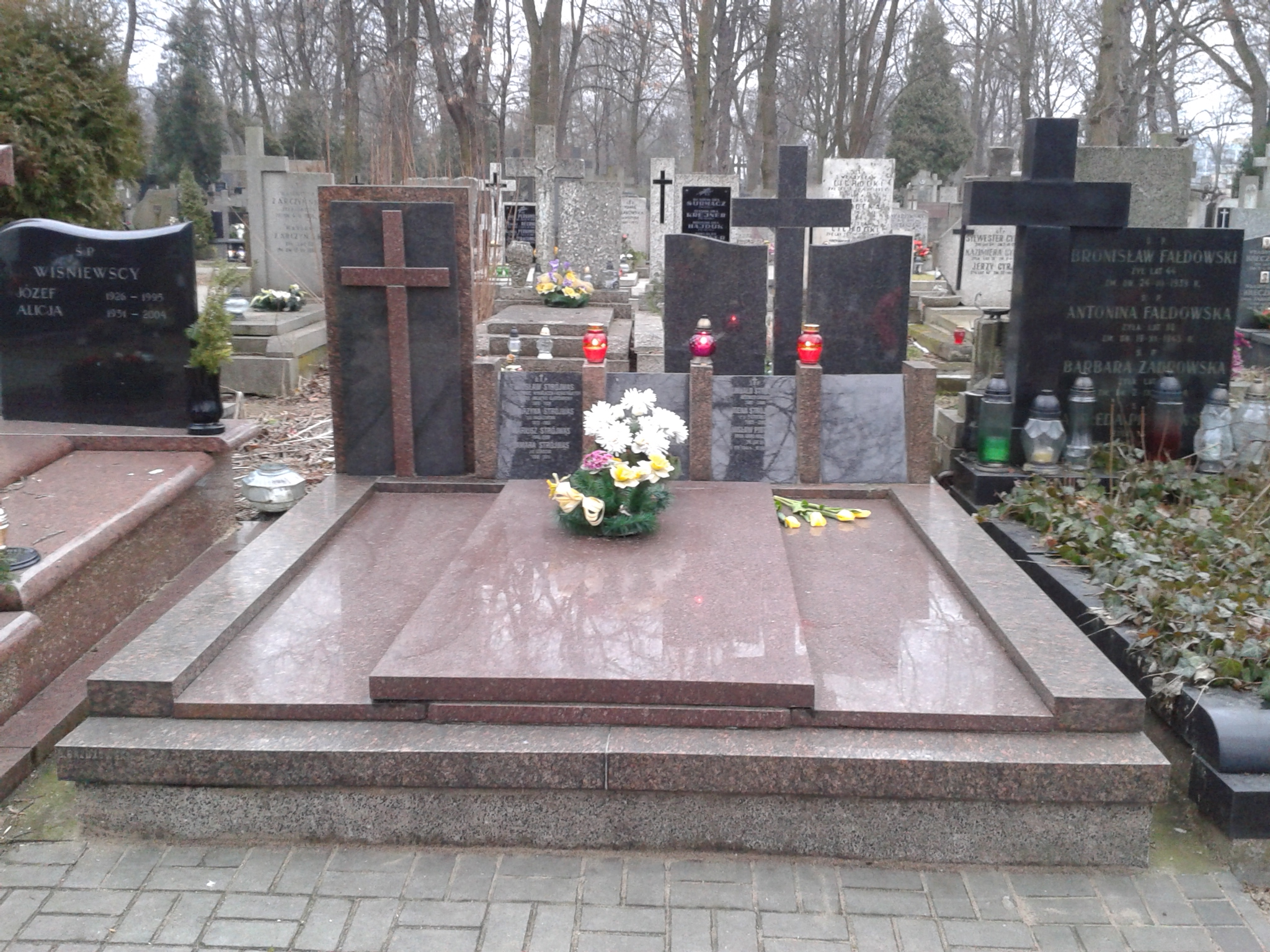
Grobowiec rodziny Strójwąsów na cmentarzu Bródnowskim w Warszawie

Przed wybuchem II wojny światowej nazwisko Stanisława Strójwąsa było w Warszawie i całym kraju powszechnie znane, ponieważ był on potentatem w zakresie handlu przyprawami i w produkcji koncentratów spożywczych. Pochodził ze starego warszawskiego rodu, którego historia sięga przynajmniej XVII wieku. W 1655 okupant szwedzki odnotował, że Stroiwąs (Strójwąs) posiadający kamienicę przy ulicy Trębackiej ma zapłacić kontrybucję. Stanisław Strójwąs był synem również Stanisława, weterana z powstania styczniowego, który zmuszony był opuścić kraj i przebywał w Holandii zajmując się handlem. Znajomość języka niderlandzkiego sprawiła, że po powrocie do kraju Strójwąs zajął się handlem z Holandią. Po ukończeniu nauki przez Stanisława (syna) ojciec przekazał mu interes i kontakty. Strójwąsowie handlowali przyprawami z Holandią i jej kolonią tzw. Indiami Holenderskimi. W czasach Królestwa Kongresowego był największym na ziemiach polskich importerem pieprzu, cynamonu i imbiru. Jako pierwszy we wschodniej Europie rozpoczął samodzielne paczkowanie zmielonego pieprzu w torebki o ustalonej gramaturze (jeden łut = ok. 13 gramów). W 1910 r. założył w Warszawie przy ulicy Hożej 57 niewielką fabrykę, która rozpoczęła produkcję barszczu w proszku. Wcześniej barszcz sprzedawano tylko w płynie. Mechaniczna metoda suszenia i pakowania sprawiała, że cena ostatecznego produktu była niewiarygodnie niska. Od tego powstało warszawskie powiedzenie Tanie jak barszcz Strójwąsa. Z czasem oferta Strójwąsa rozszerzyła się o produkty, które powstawały na bazie skrobi. Był jednym z pierwszych producentów kisieli owocowych, galaretek i budyni w proszku. Z czasem oferta firmy Strójwąsa rozszerzyła się o olejki spożywcze, aromaty do ciast i przyprawę na licencji „Maggi”. W latach 20. XX wieku część produkcji przeniesiono do nowego zakładu przy ulicy Wolność 8. Wiele urządzeń pracujących w zakładach było zaprojektowanych i skonstruowanych przez samego Stanisława Strójwąsa. W latach 30. fabryka Strójwąsa zaczęła produkować proszek wybielający do prania bielizny, nazywany wówczas „farbką do prania”. Jako handlowiec i przemysłowiec o niepodważalnej renomie i opinii wybitnego specjalisty problemów importu i eksportu Stanisław Strójwąs był powoływany jako ekspert i rzeczoznawca do komisji, która przygotowywała rządowe umowy handlowe. Stanisław Strójwąs zmarł w marcu 1939, cały posiadany majątek przekazał synom – Stanisławowi III (1903–1994) i Romualdowi (1907–1988), którzy z wykształcenia byli chemikami. Pochowany na cmentarzu Bródnowskim (kwatera 27B-6-3/4).